# Brandy (Lied)
Brandy ist ein Lied des US-amerikanischen Musikers Scott English, das im September 1971 erschien. Größere Bekanntheit erlangte das Lied in der Coverversion von Barry Manilow als Mandy (1974).

## Entstehung und Veröffentlichung
Geschrieben wurde das Lied vom Interpreten selbst, zusammen mit dem Koautoren Richard Kerr. Für die Produktion zeichnete Dave Bloxham verantwortlich. In einem Interview aus dem Jahr 2013 sagte er, die Idee für den Songtitel sei ihm in Frankreich gekommen, als jemand einen schmutzigen Witz versuchte: „Brandy goes down fine after dinner, doesn’t she.“ Er schrieb das Lied später in London.
Die Erstveröffentlichung von Brandy erfolgte als Single am 10. September 1971 bei Trojan Records. Diese erschien als 7″-Single mit der B-Seite Lead Me Back (Katalognummer: 10 721 AT).

## Kommerzieller Erfolg
Brandy avancierte zum Charthit im Vereinigten Königreich (Rang 12) und Belgien-Flandern (Rang 26).

## Coverversionen

### Barry Manilow
Im Jahr 1974 coverte der US-amerikanische Sänger Barry Manilow Brandy unter dem Titel Mandy. Die Titeländerung schlug Clive Davis vor, um Verwechslungen zu vermeiden. Obwohl der Titel abgeändert wurde, sind weiterhin nur die Originalautoren Scott English und Richard Kerr die alleinigen Urheber dieser Version. Für die Produktion dieser Version zeichneten Ron Dante und Manilow selbst verantwortlich. Joe Renzetti arrangierte das Stück.
Die Erstveröffentlichung von Mandy erfolgte am 1. Oktober 1974 bei Bell Records, als Teil von Manilow zweiten Studioalbum Barry Manilow II (Katalognummer: 1314). Am 7. Oktober 1974 erschien das Lied als erste Singleauskopplung aus dem Album. Diese erschien als 7″-Single mit der B-Seite Something’s Comin’ Up (Katalognummer: 2008 295).
In der Manilow-Version wurden die ersten beiden Zeilen der vierten Strophe, die auf den Instrumentalteil folgen, weggelassen. Sie lauten:

“Riding on a country bus
No one even noticed us.”

Die restlichen drei Zeilen der Strophe wurden in einer Bridge verwendet, die es im Original nicht gibt.

#### Rezeption
Scott English sagte, dass er die Manilow-Version erst hasste, weil er einen Teil einer Strophe herausnahm und daraus eine Bridge machte. Später aber liebte er sie, weil sie ihn reich machte. Der Song wurde von seinem Leben inspiriert, sagte er, das Gesicht im Fenster sei sein Vater.

#### Chartplatzierungen
Mandy avancierte zu Manilows ersten Nummer-eins-Hit in den US-amerikanischen Billboard Hot 100. Darüber hinaus erreichte es Chartplatzierungen im Vereinigten Königreich (Rang 11), in Deutschland (Rang 19) und Neuseeland (Rang 30).
| ChartsChartplatzierungen       | Höchstplatzierung | Wochen |
| ------------------------------ | ----------------- | ------ |
| Deutschland (GfK)              | 19 (23 Wo.)       | 23     |
| Vereinigte Staaten (Billboard) | 1 (16 Wo.)        | 16     |
| Vereinigtes Königreich (OCC)   | 11 (9 Wo.)        | 9      |

| ChartsJahrescharts (1975)      | Platzierung |
| ------------------------------ | ----------- |
| Vereinigte Staaten (Billboard) | 35          |

#### Auszeichnungen für Musikverkäufe
| Land/Region                  | Auszeichnungen für Musikverkäufe (Land/Region, Auszeichnung, Verkäufe) | Verkäufe  |
| ---------------------------- | ---------------------------------------------------------------------- | --------- |
| Neuseeland (RMNZ)            | Gold                                                                   | 15.000    |
| Vereinigte Staaten (RIAA)    | Gold                                                                   | 1.000.000 |
| Vereinigtes Königreich (BPI) | Gold                                                                   | 400.000   |
| Insgesamt                    | 3× Gold ·                                                              | 1.415.000 |

### Weitere Coverversionen
In den drei Jahren, die zwischen den Aufnahmen von English und Manilow lagen, hatte die Band Looking Glass 1972 mit Brandy (You’re a Fine Girl) Platz eins in den Vereinigten Staaten erreicht. Dieses Lied hatte keinerlei Beziehung zu Englishs Lied, führt jedoch zur Umbenennung ab Manilows Version.
1972 hatte der neuseeländische Popsänger Bunny Walters mit seiner Coverversion von Brandy, welche sich noch am Original orientiert, Platz vier in seinem Heimatland erreicht.
Später wurde er noch von vielen anderen Musikern gecovert, darunter auf Deutsch von Howard Carpendale im Jahr 1992, auf Tschechisch von Karel Gott im Jahr 1977, als Instrumentaltitel von Richard Clayderman im Jahr 1994, auf Italienisch von Patty Pravo im Jahr 1975 und auf Französisch von Claude François im Jahr 1976. 2003 war das Lied ein britischer Nummer-eins-Hit für die Boygroup Westlife.